# Penama
Penama (též Pénama) je druhá nejmenší z šesti provincií ostrovního státu Vanuatu. Skládá se ze tří ostrovů Ambae, Maewo a Pentecost.
Stejně jako u ostatních vanuatských provincií, i u této provincie je název odvozen od počátečních písmen ostrovů - Pentecost, Ambae a Maewo.

## Obyvatelstvo a rozloha
Se svou rozlohou 1 198 km² je Penama po Torbě nejmenší a s 30 tisíci obyvatel i nejméně obývanou provincií Vanuatu. Hlavním městem administrativní jednotky je Saratamata, spekulovalo se ale o přesunu hlavního města kvůli sopečným aktivitám v oblasti.
| Ostrov    | Počet obyvatel | Rozloha (v km²) |
| --------- | -------------- | --------------- |
| Pentecost | 16 843         | 490             |
| Ambae     | 10 407         | 398             |
| Maewo     | 3 569          | 269             |